# Echium pininana
Echium  pininana Webb & Berthel., conocido como pininana, es una especie de planta arbustiva perenne efímera perteneciente a la familia Boraginaceae originaria de la Macaronesia.

## Descripción

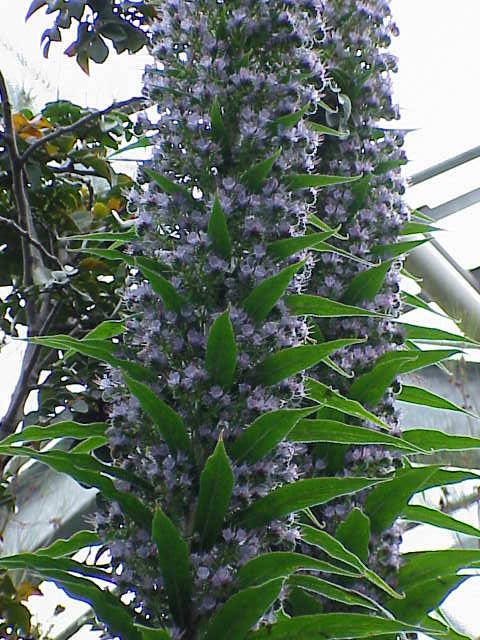
Detalle de la inflorescencia.

Es una especie bienal que da unas llamativas agujas ahusadas de flores infundibuliformes azul lavanda, que se alzan hasta 3 m o más. Las hojas aparecen el primer año; las flores al siguiente en una espiga de flores que lleva una densa masa de hojas y pequeñas flores de color azul. La planta muere tras la floración.

## Distribución y hábitat
Es una planta endémica de la isla de La Palma, en las islas Canarias ―España―.
Crece en el bosque de laurisilva en el noreste de la isla, solo en unos pocos lugares a unos 600 m sobre el nivel del mar.

## Taxonomía
Echium pininana fue descrita por Philip Barker Webb y Sabin Berthelot, y dada a conocer en Histoire Naturelle des Îles Canaries en 1844.
Etimología
Echium: nombre genérico que deriva del griego echion, derivado de echis que significa víbora, por la forma triangular de las semillas que recuerda vagamente a la cabeza de una víbora.
pininana: epíteto que hace referencia al nombre vernáculo de la planta, y que deriva probablemente de pino enano.

## Importancia económica y cultural
Posee valor como planta ornamental por su llamativa floración, siendo cultivada en jardines del Reino Unido e Irlanda.

## Estado de conservación
Esta especie se encuentra amenazada por la pérdida de hábitat.

## Nombres comunes
Se conoce en La Palma popularmente como pininana.